# Boriszoglebszkij pereulok
A Boriszoglebszkij pereulok (Борисогле́бский переу́лок, magyarul Boriszoglebszkij köz) középkori eredetű kis utca, köz az Új Arbat utca és a Povarszkaja ulica között  a moszkvai Központi közigazgatási körzetben, azon belül az Arbat kerületben. A Povarszkaja utcával alkotott sarkán található a Balassi Intézet moszkvai fiókintézménye, a Magyar Kulturális, Tudományos és Tájékoztatási Központ épületkomplexuma, vendégszobákkal a kutatók, látogatók számára. Itt található még Mongólia és Litvánia nagykövetsége, valamint Cvetajeva múzeuma is az általa egykor lakott házban. A költőnő emlékét szép szobor is őrzi az utcában kialakított kis parkban.

## Nevének eredete
Az utcát a 18. század elején nevezték el a Borisz és Gleb testvérpárról, az ortodox egyház szentjeiről, akik 1015-ben szenvedtek vértanúhalált, illetve a nekik szentelt templomról, ami az utcában állott 1936-ig. A fatemplomról az első adat 1635-ból származik, a kőtemplom 1686—1690 között épült és 1799—1802 között építették át.
1962-ben az utca Alekszej Feofilaktovics Piszemszkij (1821-1881) író nevét kapta meg (ulica Piszemszkovo, улица Пи́семского), aki ebben az utcában lakott. Az eredeti nevet 1992-ben állították vissza.

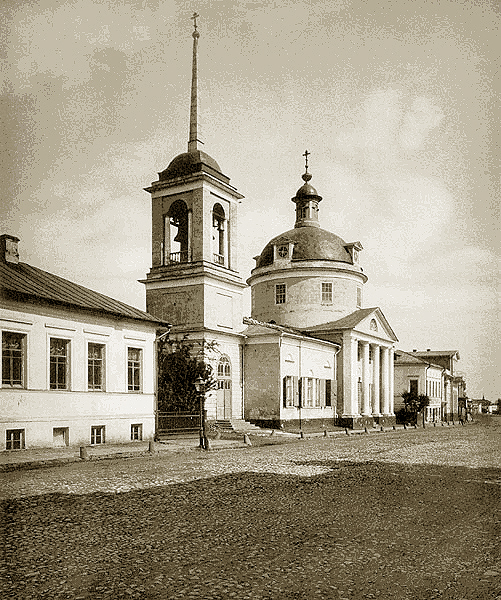
Borisz és Gleb egykori temploma a Povarszkaján, amiről a köz a nevét kapta
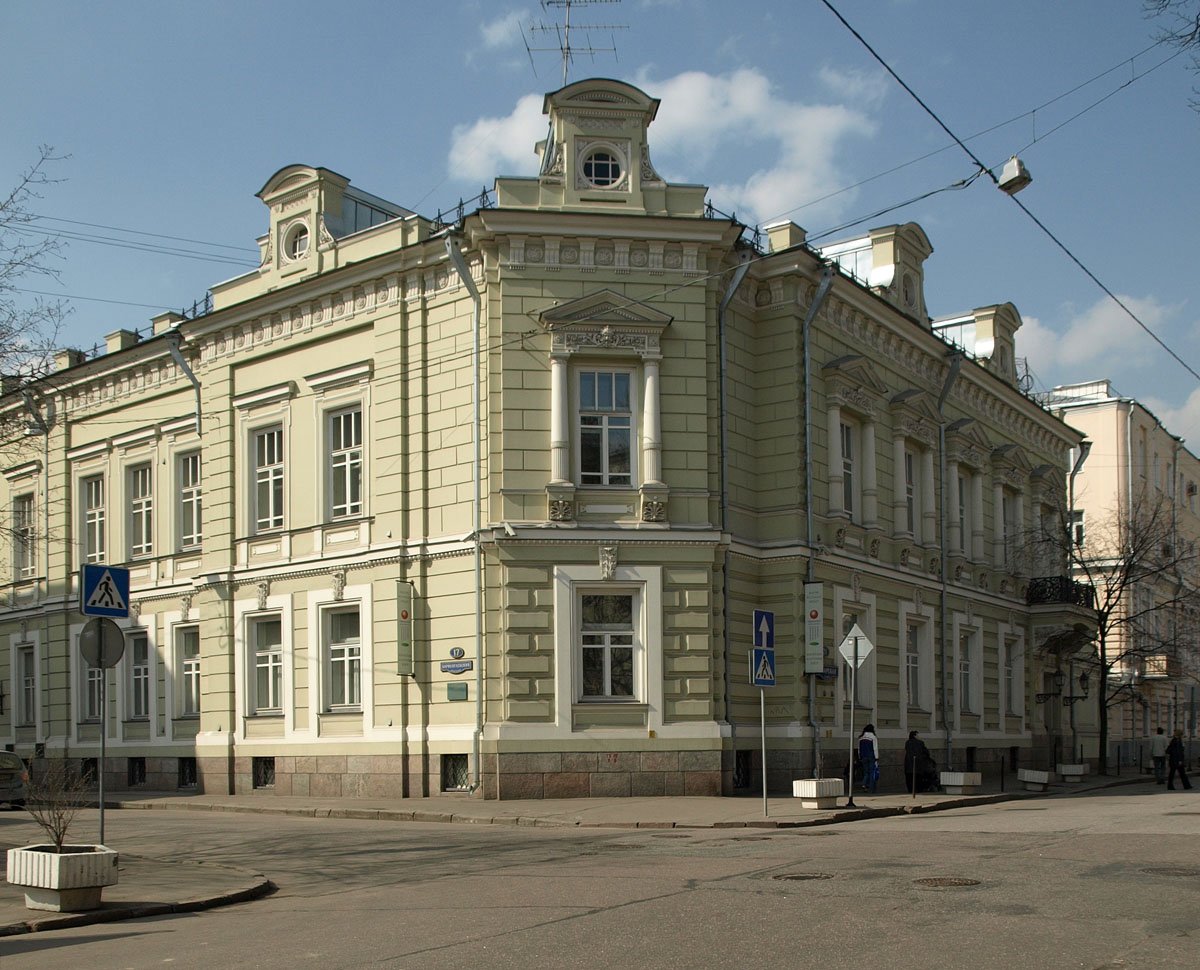
A Magyar Kulturális Intézet épülete a Boriszoglebszkij (balra) és a Povarszkaja sarkán
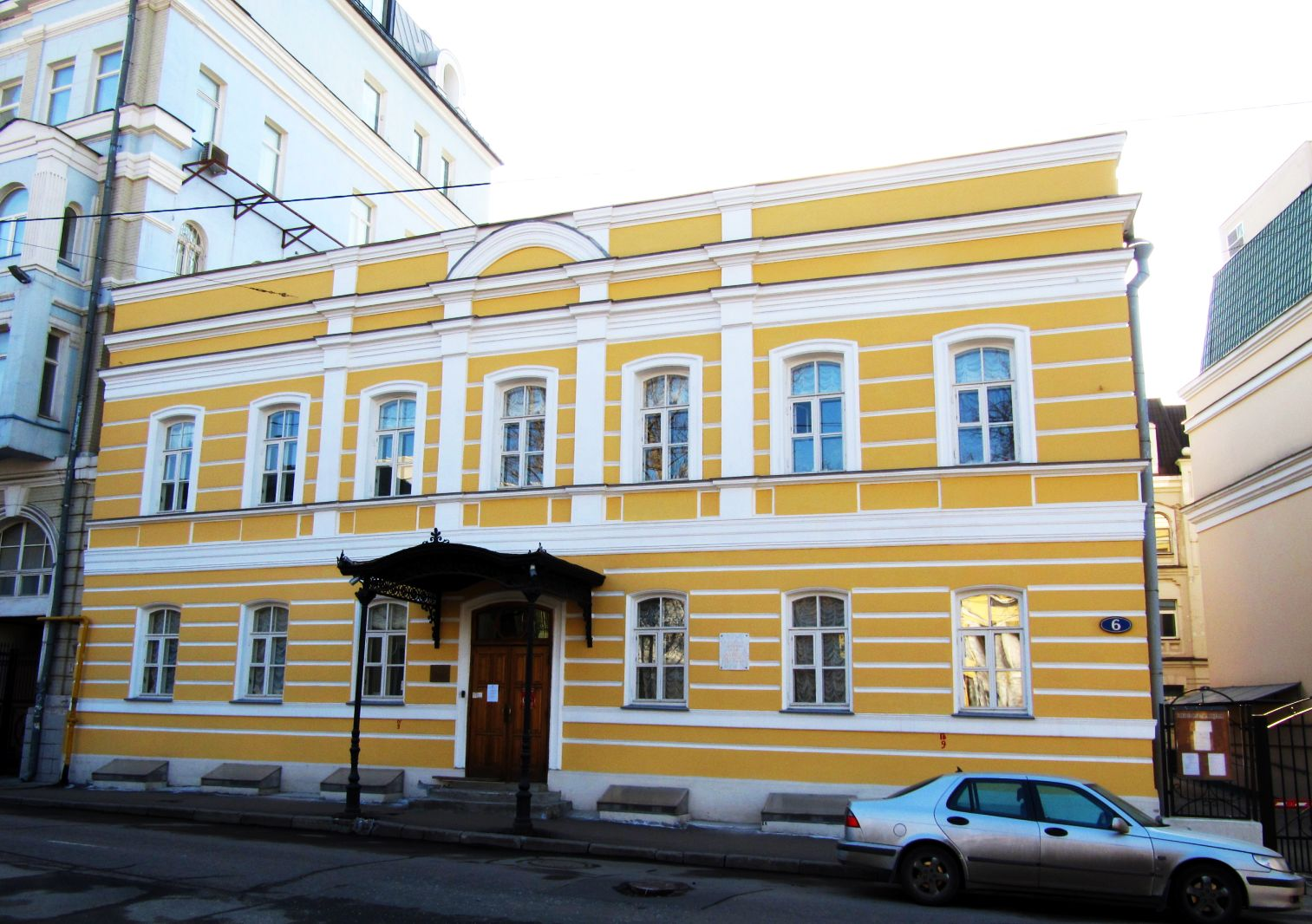
Cvetajeva múzeuma
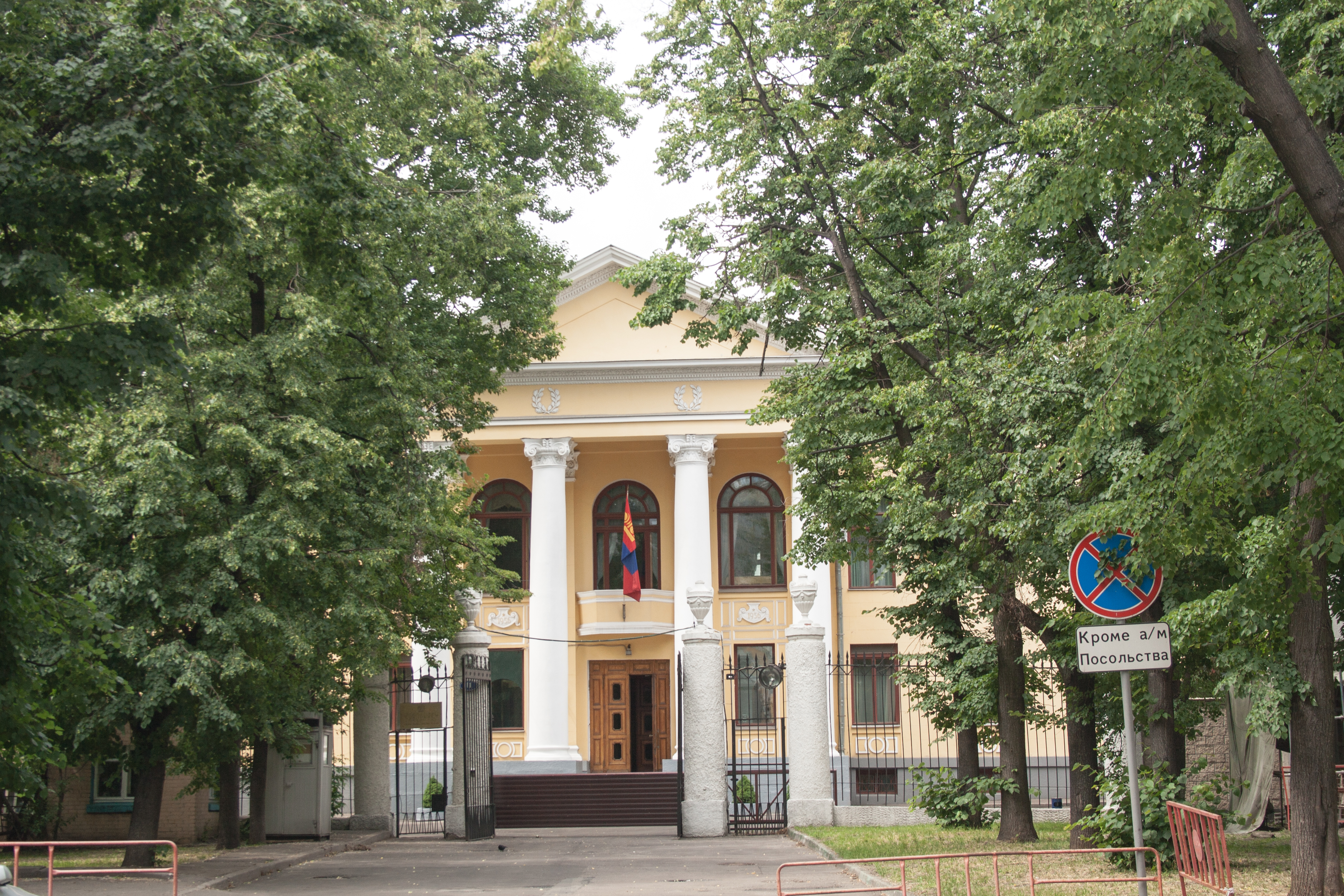
Mongólia nagykövetsége
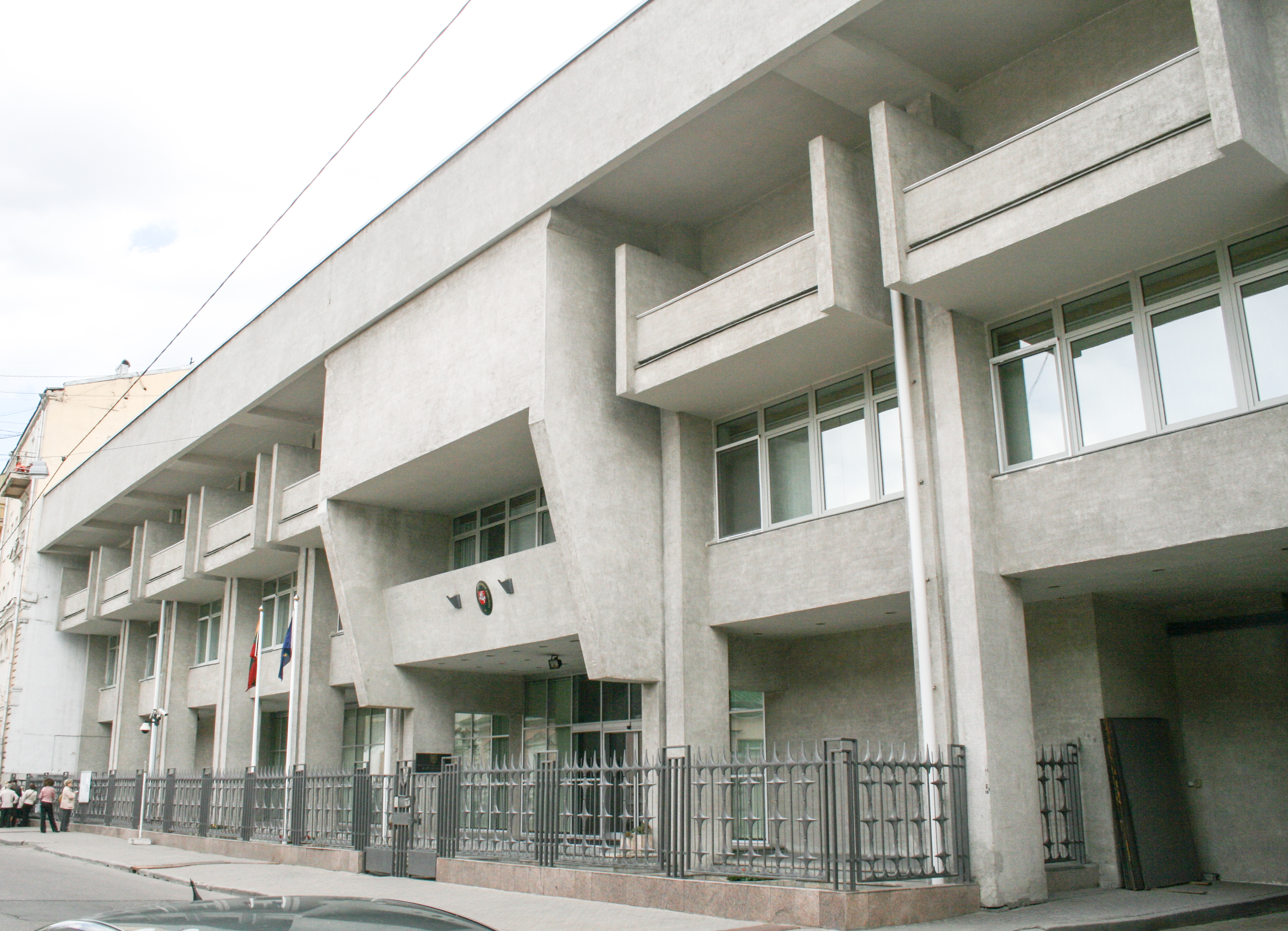
Litvánia nagykövetsége

## Fordítás
- Ez a szócikk részben vagy egészben a Борисоглебский переулок című orosz Wikipédia-szócikk ezen változatának fordításán alapul.  Az eredeti cikk szerkesztőit annak laptörténete sorolja fel. Ez a jelzés csupán a megfogalmazás eredetét és a szerzői jogokat jelzi, nem szolgál a cikkben szereplő információk forrásmegjelöléseként.